# 의학주제표목

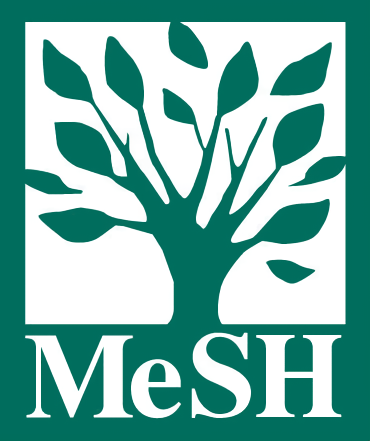

의학주제표목(Medical Subject Headings)는 줄여서 MeSH라고 하며, 미국 국립의학도서관 (NLM)이 정하는 의학분야의 주제명표목(시소러스)이다. NLM이 MEDLINE 데이터베이스에서 자료를 관리하는 문헌의 내용을 나타내는 적절한 용어를 10 ~ 15개 정도 문헌에 부여하고, 이 용어는 문헌을 검색 관리할 수 있도록 하고, 이 때 MeSH 용어를 채택하였다. MeSH는 매년 개정되어 새로운 개념이나 단어가 추가되어 수정된 최신 생명 공학에 대응할 수 있도록 하고 있다.

## 내용
MeSH는 디스크립터 (Descriptors), 한정어 Qualifiers (Subheadings), 보조용어 Supplementary Concept Records의 3가지 기본 사항과 거기에 간행물 유형 Publication Characteristics (Publication Type), 장소 Geographics에 대한 용어를 포함하고 있다. 2005년 MeSH는 22,997의 디스크립터, 83 한정어, 151,000의 보조용어를 포함하고 있다.

### 디스크립터
디스크립터는 문헌의 내용을 나타내는 데 사용된다. 예를 들면 천식 Asthma , 대장균 Escherichia coli , 종양 줄기 세포 Tumor Stem Cells 등이 포함된다. MEDLINE 데이터베이스에서 이 정의 용어가 문헌에 10~15 개 정도 부여된다. 정의어는 계층 구조에서 효과적으로 분류할 수 있다. (아래 참조)

### 한정어
한정어는 다양한 분야에서 이용되고 계층 구조에 들어가지 않는 큰 개념을 다른 것으로 디스크립터와 함께 사용된다. 예를 들면, 진단(diagnosis), 치료(therapy), 수술(surgery), 기구(instrumentation), 교육(education) 등이 포함된다.

### 보조용어
보조용어는 약물이나 화학 물질, 단백질 등의 이름을 정한 용어이다.

### 간행물 유형
간행물 유형은 출판된 문헌이 어떤 형태로 발표되었는지를 적은 것이다. 예를 들면, 학술잡지의 기사 Journal Article, 논설 Editorial, 코멘트 Comment, 총설 Review 등이 포함된다.

### 장소
문헌이 발행된 국가를 작성할 때 사용되는 용어이다.
그 외에도 동의어, 유의어를 MeSH 디스크립터로 유도하기 위한 어구 등재용어(Entry Terms)을 136,067개 가진다(2005년).예를 들면 Tumor(종양), Cancer(암), Neoplasm(신생물)등의 어구는 MeSH 용어 《네오플라즈마》에 유도된다.

## 계층 구조
MeSH는 계층 구조로 되어 있으며, 하위로 갈수록 정확한 디스크립터가 된다. 예를 들면 암 Carcinoma 은
- All MeSH Categories (전체 MeSH 카테고리)
  - A. Anatomy Category (해부 카테고리)
  - B. Organisms Category (생물 카테고리)
  - C. Diseases Category (질병 분류)
    - Neoplasms (신생물)
      - Neoplasms by Histologic Type (조직 형식 다른 신생물)
        - Neoplasms, Glandular and Epithelial (동맥 및 상피 신생물)
          - Carcinoma (암)

위와 같은 계층구조로 정의를 할 수 있으며, 또 Carcinoma의 하위에는 Adenocarcinoma(선암), Carcinoma, Adenosquamous(선편평표피암), Carcinoma, Basal Cell(기저 세포암) 등이 있다. 검색에 사용할 때, 지정한 MeSH 용어의 하위에 있는 용어도 검색에 사용된다. 즉 Carcinoma로 검색했을 경우, 그 하위에 있는 Adenocarcinoma(선암), Carcinoma, Adenosquamous(선편평표피암), Carcinoma, Basal Cell(기저 세포암) 등도 검색에 포함된다.

## 최상위 분류
메쉬 디스크립터 계층구조에서 최상위 수준 카테고리 위치
- 해부학 (Anatomy) [A]
- 유기체 (Organisms) [B]
- 질환 (Diseases) [C]
- 화학물과 약물(Chemicals and Drugs) [D]
- 분석, 의료진단, 치료 방법 및 의료장비 (Analytical, Diagnostic, Therapeutic Techniques and Equipment) [E]
- 정신건강학과 심리학 (Psychiatry and Psychology) [F]
- 생명과학 (Biological sciences) [G]
- 자연과학 (생명과학을 제외한 자연과학; 물리학, 화학, 천문학 등.) (Physical Sciences) [H]
- 인류학, 교육, 사회학, 사회 현상 (Anthropology, Education, Sociology and Social Phenomena) [I]
- 기술, 식량 그리고 음료 (Technology, Food and Beverages) [J]
- 인류 (Humanity) [K]
- 정보과학 (Information Science) [L]
- 인간 (Persons) [M]
- 의료 (Health Care) [N]
- 출판물 특성 (Publication Characteristics) [V]
- 지리적 위치 (Geographic Locations) [Z]

## 역사
미국 국립 의학 도서관 (NLM)은 그 전신인 군의관 총감국 도서관 Library of Surgeon-General's office 인 1879년부터, Index Medicus라고 하는 최신 의학 문헌 색인집을 월간으로 발행하였다. 이것은 의학 문헌을 그 내용을 제일 단적으로 나타내는 표제마다 정리한 것이었다. 1950년대가 되면서 발행되는 의학 문헌의 수가 방대해지자, Index Medicus의 데이터의 기계화, 컴퓨터화의 필요성이 대두되었다. 1960년, NLM는 Index Medicus 자료의 컴퓨터화 프로젝트 MEDLARS (MEDical Literature Analysis and Retrieval System)를 시작했다. NLM는 1954년에 Subject Heading Authority List라고 하는 Index Medicus를 위한 표제집을 발행했지만, 컴퓨터화된 데이터베이스에 사용하기 위해서 용어를 정리할 필요가 있게 되었다. 그리하여 1960년에 MeSH의 초판이 만들어졌다. 그리고 1963년 한층 더 개량된 제2판이 위니프레드 세웰(Winifred Sewell)의 지도 하에서 작성되었다. 이것이 1964년에 만들어진 컴퓨터화 데이터베이스 MEDLARS에 사용되었다. 초판의 총 표제어수는 4,413개, 2판에서는 5,700개였지만, 계층 구조 등의 기본 구조는 초판 이래 변함없이, 매년 개정되어 수록되면서 어휘를 늘리고 있다.